# بروناي
برُونَاي أو إتحاد بروناي (بالمالايو: نڬارا بروني دار السلام، بالجاوية: بروني دار السلام) وتعرف رسمياً باسم بروناي دار السلام أو أمة بروناي أو أرض السلام، هي دولة تقع على الساحل الشمالي لجزيرة بورنيو في جنوب شرق آسيا. تنقسم إلى منطقتين تفصلهما منطقة لمبانج التابعة لولاية سراوق الماليزية التي تحيط ببروناي بشكل كامل باستثناء ساحلها الشمالي المطل على بحر الصين الجنوبي. كما تعتبر دولة مستقلة على جزيرة بورنيو، حيث تتقاسم ماليزيا وإندونيسيا بقية الجزيرة.
ترجع نشأة بروناي للقرن السابع الميلادي عندما كانت دولة لمملكة سريفيجايا تحت اسم 'بوني'. أصبحت في وقت لاحق دولة تابعة لإمبراطورية ماجاباهيت قبل اعتناق الإسلام في القرن الخامس عشر. خلال ذروة امتداد إمبراطوريتها، امتدت سيطرة السلطنة لتشمل المناطق الساحلية بما يعرف في هذه الأيام بسراوق وصباح وأرخبيل سولو والجزر الواقعة قبالة الطرف الشمالي الغربي من جزيرة بورنيو. زار فرديناند ماجلان هذه الدولة البحرية في عام 1521 وحاربت إسبانيا في حرب قشتالة سنة 1578. بدأت الإمبراطورية بالتراجع بعد إجبارها على التنازل عن سراوق لجيمس بروك والتنازل عن صباح لشركة شمال بورنيو المسجلة البريطانية. بعد خسارة ليمبانج، أصبحت بروناي محمية بريطانية سنة 1888، ثم أقام بها حاكم بريطاني سنة 1906. بعد انتهاء الاحتلال الياباني للبلاد، أعلنت دستوراً جديدا لها وخاضت ثورة مسلحة، ثم استعادت استقلالها من المملكة المتحدة في الأول من يناير 1984. أدى النمو الاقتصادي خلال السبعينيات والتسعينيات، والذي وصل معدله إلى 56% ما بين سنتي 1999 و2008، إلى تحويل البلاد إلى دولة صناعية حديثة.
تحتل بروناي المرتبة الرابعة في مؤشر التنمية البشرية، بعد سنغافورة وكوريا الجنوبية واليابان، بين دول جنوب شرق آسيا، وتصنف على أنها دولة متقدمة. ووفقًا لصندوق النقد الدولي، فإنها تقع في المرتبة 120 من حيث الناتج المحلي الإجمالي للفرد في ظل تعادل القدرة الشرائية.
قام أونج ألك بيتاتر بإنشاء بروناي، حيث أدى انتقاله من جارانج إلى مصب نهر بروناي إلى اكتشافها، حيث تقول الأسطورة أنه هتف بقوله 'برو ناه' (أي «عظيم!» أو «ممتاز!» بالعربية) عندما نزلَ على الشاطئ، وهكذا اشتق اسم بروناي.

## أصل التسمية
أعيدت تسمية الدولة ب «باروناي» في القرن الرابع عشر، ربما متأثرة بكلمة «فاروناي» السنسكريتية (वरुण) التي تعني «البحارة»، لتصبح لاحقا «بروناي»، كما أن اسم بورنيو له نفس الأصل. أما في اسم الدولة الرسمي «نيجارا دار السلام»، فإن نيجارا تعني «دولة» بلغة المالايو، وهي مشتقة أيضا من كلمة «ناجارا» السنسكريتية (नगर) التي تعني «مدينة».

## التاريخ
بلغت قوة سلطنة بروناي ذروتها ما بين القرنين الرابع عشر والسادس عشر، ويعتقد أن نفوذ السلطنة امتد إلى المناطق الساحلية حيث تقع ما يعرف في هذه الأيام بسراوق وصباح، وأرخبيل سولو، والجزر المحاذية للطرف الجنوب الغربي لجزيرة بورنيو.
هناك اختلاف حول الفترة التي دخل فيها الإسلام إلى بروناي لأول مرة، إلا أن عددًا من الآثار تشير إلى أن الإسلام مورس في الجزيرة منذ القرن الثاني عشر ميلادي. ومن بين الآثار شواهد قبور وجدت في مقابر إسلامية متعددة في بروناي، وخاصة شاهد القبر الذي وجد في مقبرة رانجاس لمسلم صيني اسمه «بو كينج شو مينه»، حيث دفن هناك سنة 1264، وكان هذا قبل مائة عام على اعتناق أونج الك بيتاتار للإسلام، الذي أصبح لاحقًا محمد شاه، أول سلطان لبروناي. «بو» هو اسم عائلة صيني، ووفقًا لمؤرخين صينيين، فإنه يميز حامله على أنه مسلم. ووفقا لشاهد القبر، فإن بو كينج شو مينه قدم من مدينة كوانجو الصينية. أثناء حكم سلالة سنج كان التجار العرب والفارسيون يسافرون إلى كانتون (كوانجو) في إقليم كونجتنج، وإلى شوان شو في مقاطعة فوجيان.
لكن قبر بو كنه شو مينه ليس القبر الوحيد لمسلم صيني في مقبرة رانجاس، فهناك قبر مجاور لمسلم صيني آخر اسمه «لي شيا زو» من مدينة ينك شن (فوكيان) المتوفى سنة 1876 و'ينك شن' هي مدينة أخرى كان التجار العرب يسافرون إليها باستمرار.
ووفقًا للسجلات الصينية المذكورة في كتاب «ملاحظات حول أرخبيل ملايو وملكة المجمعة من مصادر صينية» الذي كتبه وليم بيتر جرونفلت سنة 1880، فقد وصل تاجر ودبلوماسي صيني مسلم، اسمه بو له شي، وهو مشابه لاسم (أبو ليث)، إلى بروناي في القرن العاشر ميلادي.
في ذلك الوقت، استقبل ملك بروناي هيانج تا (بونجتو) التاجر-الدبلوماسي الصيني باحتفال رسمي عظيم، وهذا دليلٌ على أن الإسلام دخل بروناي سنة 977. وقد يقول قائل إن التاجر-الدبلوماسي الصيني لم يجلب معه شيئًا سوى بعض الهدايا والتحيات من إمبراطور الصين، لكن المثير للاهتمام أن ملك بروناي أرسل وفدًا إلى الصين ليرد للإمبراطور واجب التحية، وقد ترأس هذا الوفد مسلم اسمه بو علي (أبو علي). بناء على هذه المعلومة، فإن أبو علي تقلد منصبًا هاماً في حكومة بروناي بما أنه كان سفير بروناي إلى الصين. ومع أن الملك لم يكن مسلمًا في ذلك الوقت، فإن عددًا من أفراد بلاطه الملكي كانوا مسلمين.
إدعى عددٌ من المؤرخين الأوروبيين أن بروناي لم تصبح دولة مسلمة حتى القرن الخامس عشر، إلا أن مرجعًا صينيًا (منج شيه، الكتاب 325)، ذكر أن ملك بروناي سنة 1370 كان ماهوموسا، ويقول البعض أن هذا الاسم يجب أن يقرأ كمحمود شاه. ولكن مؤرخي بروناي المحليين يقولون بان الاسم الحقيقي هو محمد شاه، أول سلطان مسلم لبروناي، حيث كان التجار العرب والفرس والسنديون يزورون بروناي في عهده.
إلا أن روبرت نيكول، الذي كان مدير متحف بروناي، جادل في ورقة بحثية بعنوان 'ملاحظات على بعض القضايا الخلافية في تاريخ بروناي' بان الاسم ماهوموسا قد يلفظ كمها موكسا الذي يعني 'الخلود العظيم'، وهو ما يجعله اسما بوذيًا. كما يجادل نيكول بأن سلطان بروناي الذي توفي في نانجينج سنة 1408 لم يكن مسلمًا. إلا أن مؤرخي بروناي يقولون بأن سلطان بروناي الثاني كان مسلمًا اسمه عبد المجيد حسن. وطبقا لمؤرخي بروناي، فإن السلطان محمد شاه اعتنق الإسلام سنة 1376 وحكم حتى سنة 1402. وبعد ذلك، صعد على العرش السلطان عبد المجيد حسن، وفي عهده زار المستكشف البحري الصيني المسلم جنج هي بروناي عدة مرات.
على الأرجح أن هناك موجتين من التعاليم الإسلامية التي قدمت إلى بروناي، حيث قدمت الأولى عن طريق التجار القادمين من الجزيرة العربية وبلاد فارس والهند والصين. أما الموجة الثانية فحدثت بعد اعتناق السلطان محمد شاه للإسلام، ومع الموجة الثانية، انتشر الإسلام في بروناي بوتيرة متسارعة.
قاد الشريف علي، الذي يرجع نسبه إلى الرسول محمد من خلال أحفاده الحسن والحسين ما، نشر الإسلام في بروناي، حيث وصل الشريف علي إلى بروناي قادما من الطائف، ولم يلبث إلا فترة قصيرة قبل أن يتزوج ابنة السلطان أحمد. قام الشريف ببناء مسجد في بروناي، ونشأت علاقة بينه وبين عدد من دعاة الإسلام في المنطقة مثل مالك إبراهيم الذي ذهب إلى جاوة والشريف زين العابدين في ملكه والشريف أبو بكر في سولو والشريف كيبنج سوان في مندناو.
أصبح الشريف علي سلطانا لبروناي بعد أن تسلم الحكم من والد زوجته، وعرف بلقب 'سلطان البركة' لما عرف عنه من التقوى والصلاح. كان السلطان علي يخطب في الناس في صلاة الجمعة، ولذلك لم يكن سلطانًا فحسب، بل كان أيضًا إماما علم شعب بروناي الدين الإسلامي.
ووفقاً لتوماس ستامفورد رافلز في كتابه «تاريخ جاوة»، فإن الأنشطة الإسلامية للسلطان علي لم تكن مقتصرة على بروناي فحسب، بل امتدت إلى جاوة حيث قام بالدعوة للإسلام، وعرف هناك باسم «راجا شرمن»، كما دعا برابو أنكا وجايا ملك إمبراطورية مجابهيت للإسلام.
أدت جهود سلطنة بروناي للدعوة للإسلام إلى نشر الإسلام خارج جزيرة بورنيو حتى وصلت إلى جزر الفلبين الجنوبية. عندما سقطت ملقة بيد البرتغاليين سنة 1511، لعبت بروناي دوراً رئيسيًا في نشر الإسلام في الإقليم.
ترسخ الإسلام في بروناي في القرن السادس عشر، وبنت بروناي أكبر مساجدها سنة 1578، حيث زاره المسافر الإسباني ألنسو بلتران، ووصفه بأنه مكون من خمسة طوابق ومبني على الماء. والأرجح أن الطوابق الخمسة رمزت إلى أركان الإسلام الخمسة. وفي يونيو من العام ذاته، قامت إسبانيا بتدمير المسجد.
أدى التأثير الأوروبي إلى القضاء على بروناي كقوة إقليمية، حيث خاضت بروناي حربًا وجيزة مع إسبانيا، احتل خلالها الإسبانيون عاصمة بروناي، ولكن الحرب انتهت بانتصار بروناي رغم خسارتها لعدد من أراضيها. وصلت سلطنة بروناي ذروة ضعفها في القرن التاسع عشر، عندما خسرت بروناي معظم أراضيها للملوك البيض حكام سراوق، وهو السبب في كون بروناي حاليا صغيرة المساحة ومقسمة إلى منطقتين منفصلتين. أصبحت بروناي محمية بريطانية سنة 1888 حتى سنة 1984، واحتلتها اليابان ما بين 1941 و1945 خلال الحرب العالمية الثانية.
حصلت ثورة صغيرة ضد الملكية سنة 1960، إلا أنها أخمدت بمساعدة من المملكة المتحدة، وعرف هذا الحدث بثورة بروناي. كانت الثورة أحد أسباب فشل فدرالية شمال بورنيو، كما أثرت جزئيًا في قرار بروناي بالانسحاب من الفدرالية الماليزية.

## السياسة والحكومة

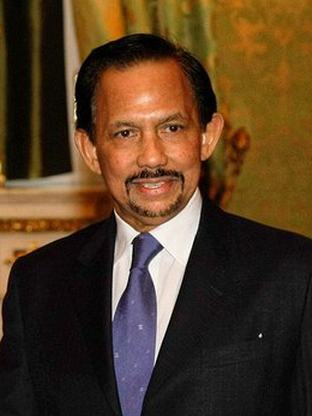
سلطان بروناي حسن البلقيه

بموجب دستور بروناي 1959 فإن صاحب البادوكا سيري بادينغا السلطان الحاج حسن البلقيه معز الدين وعد الله هو قائد الدولة مع كامل السلطة التنفيذية، بما في ذلك سلطات الطوارئ منذ عام 1962.
دور السلطان مكرس في الفكر الوطني المعروفة باسم «ميلايو إسلام بيراجا» أو ملكية المالايو مسلم. من المفترض أن البلاد تعيش حالياً تحت الأحكام العرفية منذ ثورة بروناي عام 1962.

### العلاقات الخارجية
علاقات بروناي مع المملكة المتحدة وطيدة حيث أصبحت العضو 49 في رابطة دول الكومنولث مباشرة يوم استقلالها في 1 يناير/ كانون الثاني 1984. انضمت بروناي لمنظمة أسيان في 7 يناير/ كانون الثاني 1984 كمبادرة أولى نحو تحسين العلاقات الإقليمية لتصبح العضو السادس في المنظمة. انضمت في وقت لاحق للأمم المتحدة في الدورة 39 الجمعية العامة للأمم المتحدة وأصبحت عضواً كاملاً في 21 سبتمبر/ أيلول 1984 كوسيلة لتحقيق الاعتراف بسيادتها واستقلالها الكامل من طرف المجتمع الدولي. لكونها دولة إسلامية أصبحت بروناي دار السلام عضواً كامل العضوية في منظمة المؤتمر الإسلامي في يناير/ كانون الثاني 1984 في مؤتمر القمة الإسلامي الرابع الذي عقد في المغرب.
بعد انضمامها إلى منتدى التعاون الاقتصادي لآسيا والمحيط الهادئ (أبيك) في عام 1989 استضافت بروناي القادة الاقتصاديين للابيك في الاجتماع الذي عقد في نوفمبر / تشرين الثاني عام 2000 والمنتدى الإقليمي للآسيان في تموز / يوليو 2002. أما بالنسبة للعلاقات الاقتصادية الأخرى أصبحت بروناي دار السلام عضواً أصلياً في منظمة التجارة العالمية منذ أن دخلت حيز التنفيذ في 1 يناير/ كانون الثاني 1995 وتعتبر لاعباً رئيسياً في منطقة النمو في شرقي الآسيان التي تم تشكيلها خلال اجتماع الوزراء الافتتاحي في دافاو في الفلبين يوم 24 مارس/ آذار 1994.
بروناي دولة تعترف بها كل دول العالم. ترتبط بعلاقات وثيقة خاصة مع الفلبين ودول أخرى مثل سنغافورة. في نيسان / أبريل 2009 وقعت بروناي والفلبين على مذكرة تفاهم تسعى إلى تعزيز التعاون الثنائي بين البلدين في مجالات الزراعة والتجارة الزراعية ذات الصلة والاستثمارات. تحتفظ بروناي أيضاً بعلاقات تاريخية مع ماليزيا والمملكة المتحدة فضلاً عن الولايات المتحدة حيث يقوم البلدان بإجراء تدريبات عسكرية مشتركة. كما للسلطنة علاقات استثمارية مع الصين.

### التقسيمات الإدارية

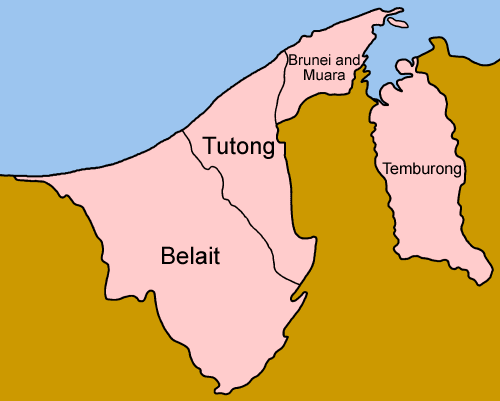
أقاليم بروناي

تقسم بروناي حاليًا إلى أربع أقاليم (دائرة):
- مديرية بيلايت
- مديرية بروناي - موارا
- مديرية تيمبورونغ
- مديرية توتونغ

كما تقسم الأقاليم إلى 38 مقيم.

#### النزاعات الإقليمية
تطالب بروناي ببعض الأراضي في سراوق كما أنها واحدة من العديد من الدول المطالبة بجزر سبراتلي المتنازع عليها، وبالأخص بعض الصخور الصغيرة التي تظهر عند الجزر عند حيد لويزا المرجاني. مع ذلك فإن بروناي تعترف بملكية ماليزيا لجزيرة كورامان.
أما ليمبانغ فهي محل نزاع بين ماليزيا وسراوق منذ أن ضمتها الأخيرة في عام 1890. اشتعلت القضية مرة أخرى في عام 2010 عندما انتقد رئيس الوزراء الماليزي السابق مهاتير محمد علناً رئيس الحكومة الماليزية محمد نجيب تون عبد الرزاق للتفاوض سراً مع بروناي لتسقط بروناي مطالبها بليمبانغ مقابل تخلي ماليزيا عن مطالبتها باثنتين من الأراض الغنية بالنفط في بحر الصين الجنوبي. تصر بروناي منذ ذاك الحين أنه لم يتم التوصل إلى أي اتفاق حول هذه القضية وأنها لم تناقش أصلاً على الرغم من زعم عبد الله أن بروناي تخلت عن مطالبها في المنطقة.

## الإعلام
وسائل الإعلام موالية جداً للحكومة، وتحتفظ العائلة المالكة بمركز مبجل في البلد.

### حرية الصحافة
أعطيت بروناي صفة «غير حرة» من قبل مركز دار الحرية؛ حيث أن انتقاد الصحافة للحكومة والنظام الملكي أمر نادر. مع ذلك فإن الصحافة ليست معادية علنا تجاه وجهات النظر الأخرى ونشاطها ليس محدوداً على نشر مقالات تتعلق بالحكومة فقط. سمحت الحكومة لشركة الطباعة والنشر «بروناي برس» في عام 1953. لا تزال هذه الشركة رائدة في نشر الأخبار اليومية باللغة الإنجليزية «بروناي بوليتن» (نشرة بورنيو). بدأت هذه الصحيفة كصحيفة مجتمع أسبوعية وأصبحت الصحيفة يومية في عام 1990 و«لا تزال أهم مصدر للمعلومات عن الشؤون المحلية والخارجية.» بصرف النظر عن «بروناي بوليتن» هناك أيضًا ميديا بيرماتا وهي صحيفة مالايو محلية يومية. أما بروناي تايمز فهي صحيفة أخرى مستقلة وتطبع بالإنجليزية وتنشر من بروناي دار السلام. تملكها شركة بروناي تايمز والتي تتكون من مجموعة من رجال الأعمال المحليين البارزين.

#### القنوات
أما لوسائل الإعلام الأخرى فتمتلك حكومة بروناي وتدير ست قنوات تلفزيونية أدخل فيها النظام الرقمي (وهي RTB 1 وRTB 2 وRTB 3 (HD)و RTB 4 وRTB 5 وRTB New Media) وخمس محطات إذاعية (وهي ناشيونال ف.م وبيليهان ف.م ونور إسلام ف.م وهارموني ف.م وبيلانجي ف.م). بدأت شركة تلفاز خاصة (استرو - كريستال) خدمة الكابل وكذلك محطة إذاعية خاصة كريستال ف.م.

## الجغرافيا

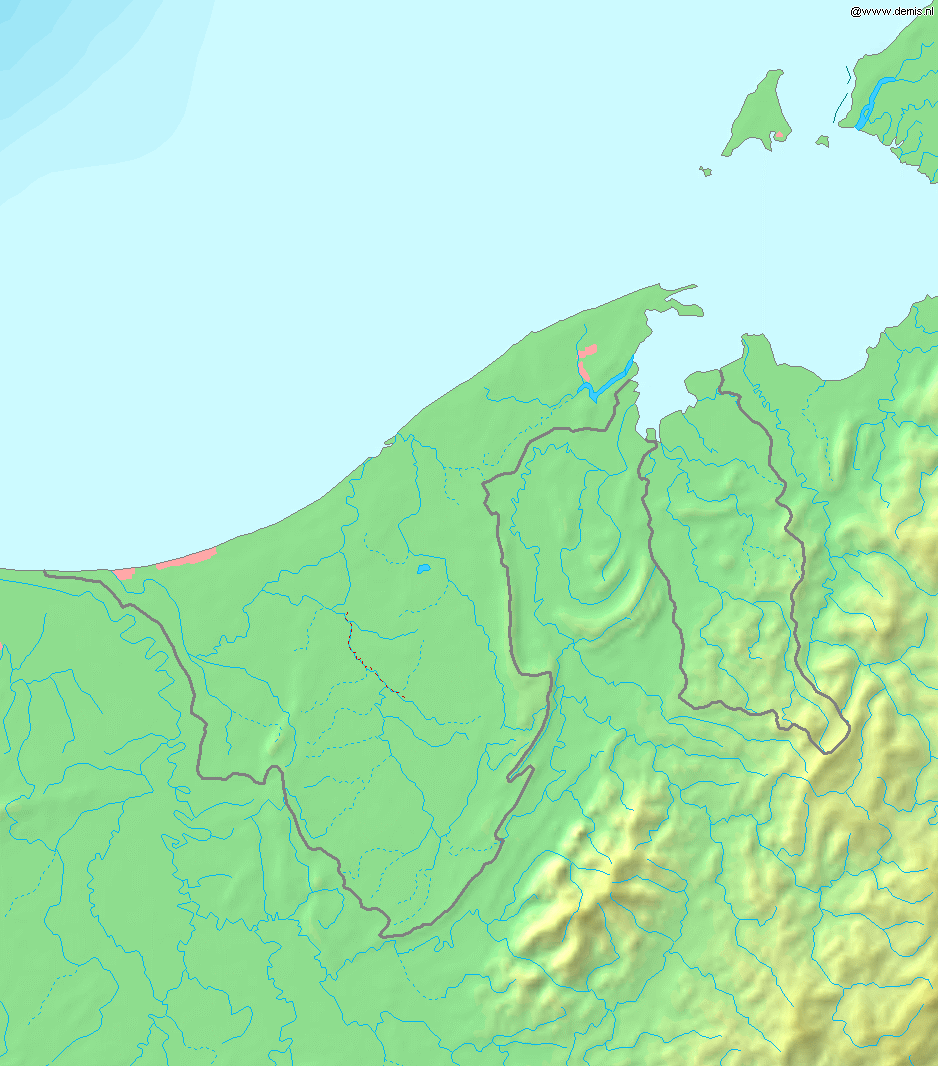

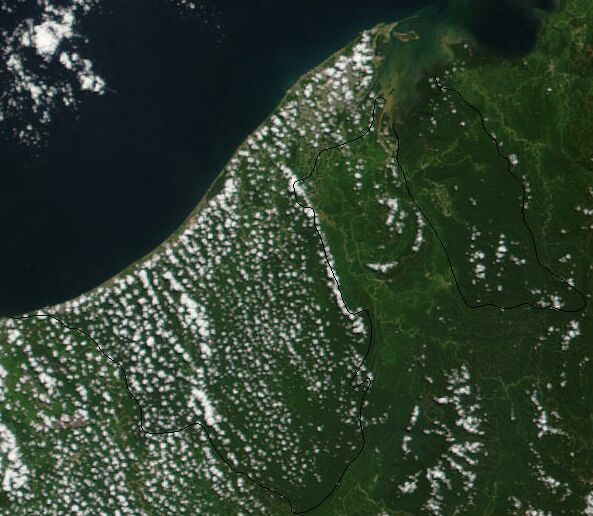
خريطة فضائية القمر الصناعي تظهر أراضي بروناي.

تتكون بروناي دار السلام من جزأين منفصلين بمساحة إجمالية قدرها 5,765 كم٢ (2,226 ميل مربع). يعيش 77% من السكان في الجزء الشرقي من بروناي بينما يعيش حوالي 10,000 شخص في الجزء الجبلي الجنوبي الشرقي (إقليم تيمبورونغ). يبلغ مجموع سكان البلاد من 445,400 (2022) يعيش 130,000 منهم في العاصمة بندر سري بكاوان.

### المدن الرئيسية
المدن الرئيسية الأخرى هي المدينة الميناء موارا والمدينة المنتجة للنفط سيريا والقرية المجاورة لها كوالا بيليت. يوجد في منطقة بانغا من إقليم بيليت أعداد كبيرة من المغتربين نظراً لمركز شركة شل الملكية الهولندية ومرافق الإسكان والترفيه التابعة للجيش البريطاني. تقع حديقة جيرودونغ والتي هي حديقة تسلية مشهورة جداً في الغرب من بندر سري بكاوان.
يقع معظم بروناي ضمن أراضي الغابات المطيرة المنخفضة الإيكولوجية لبورنيو والتي تغطي معظم الجزيرة ولكن توجد أيضاً مناطق الغابات المطيرة الجبلية الداخلية.

### المناخ
مناخ البلاد هو مناخ الغابات الاستوائية المطيرة. متوسط درجات الحرارة السنوي هو 27.1 مئوية (80.8 فهرنهايت) حيث يبلغ متوسط نيسان/أبريل - أيار/ مايو 27.7 مئوية (81.9 فهرنهايت) ومتوسط تشرين الأول/ أكتوبر - كانون الأول/ ديسمبر 26.8 مئوية (80.2 فهرنهايت).
| الشهر                            | يناير | فبراير | مارس  | أبريل | مايو  | يونيو | يوليو | أغسطس | سبتمبر | أكتوبر | نوفمبر | ديسمبر | سنوي   |
| -------------------------------- | ----- | ------ | ----- | ----- | ----- | ----- | ----- | ----- | ------ | ------ | ------ | ------ | ------ |
| متوسط درجة الحرارة الكبرى ب (°م) | 27.8  | 27.8   | 29.2  | 29.1  | 29.5  | 28.1  | 28.4  | 28.3  | 28.0   | 27.5   | 27.4   | 28.0   | 28.3   |
| متوسط درجة الحرارة الصغرى (°م)   | 25.1  | 26.0   | 26.5  | 26.9  | 26.9  | 26.7  | 26.1  | 26.3  | 26.3   | 26.1   | 26.2   | 25.6   | 26.2   |
| معدل هطول الأمطار (مم)           | 277.7 | 138.3  | 113.0 | 200.3 | 239.0 | 214.2 | 228.8 | 215.8 | 257.7  | 319.9  | 329.4  | 343.5  | 2873.9 |

## الاقتصاد

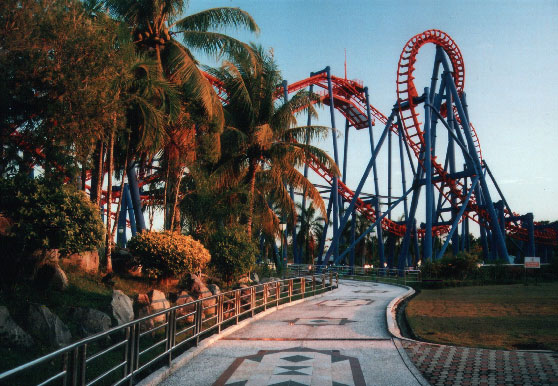
متنزه سياحي في بروناي.

اقتصاد البلاد الغني هو مزيج من المشاريع الأجنبية والمحلية وتنظيم الحكومة وتدابير الرعاية الاجتماعية والتقاليد القروية. يشكل إنتاج النفط الخام والغاز الطبيعي ما يقرب من نصف الناتج المحلي الإجمالي. كما يوجد دخل كبير من الاستثمارات الخارجية يكمل الدخل الإنتاج المحلي. توفر الحكومة كافة الخدمات الطبية وإعانات الأرز والإسكان.
يشعر زعماء بروناي بالقلق تجاه إطراد الاندماج في الاقتصاد العالمي مما سيقوض التماسك الاجتماعي الداخلي على الرغم من أن البلاد أصبحت لاعباً أكثر بروزاً من خلال منصب رئيس منتدى التعاون الاقتصادي لآسيا والمحيط الهادي (أبيك) عام 2000. تشمل الخطط المستقبلية تطوير القوى العاملة والحد من البطالة وتعزيز القطاعين المصرفي والسياحي وبصفة عامة توسيع القاعدة الاقتصادية للبلاد.
حققت بروناي المركز 87 في مؤشر الابتكار العالمي عام 2023 متقدمة من المركز 92 عام 2022، ثم تراجعت للمركز 88 في مؤشر عام 2024.

### الزراعة
لتحقيق هدفها في الاكتفاء الغذائي الذاتي، أطلقت بروناي دار السلام اسم أرز ليلي على أرز 1 خلال حفل إطلاق «زراعة بادي نحو تحقيق الاكتفاء الذاتي من إنتاج الأرز في بروناي دار السلام» في حقول بادي واسان في نيسان / أبريل 2009.
في آب / أغسطس 2009، جنت الأسرة الحاكمة بداية المحصول الأول من أرز ليلى بعد سنوات من محاولات متعددة لزيادة الإنتاج المحلي من الأرز وهو هدف تم وضعه منذ نصف قرن مضى.

### بروناي حلال
أطلقت بروناي دار السلام في يوليو/ تموز 2009 مخطط العلامة التجارية الوطنية «بروناي حلال» والذي يسمح للمصنعين في بروناي والدول أخرى استخدام علامة بروناي حلال التجارية لمساعدتهم على اختراق الأسواق المربحة في البلدان التي فيها أعداد كبيرة من المستهلكين المسلمين.
بناء على تصور السلطنة فإن استخدام العلامة التجارية بروناي حلال يضمن للمستهلكين المسلمين امتثال الشركات بالقوانين المتعلقة بالتعاليم الإسلامية. تهدف بروناي أيضاً إلى بناء الثقة في العلامة التجارية من خلال إستراتيجيات من شأنها ضمان سلامة المنتجات الحلال والامتثال الصارم بالقواعد التي تنظم الحصول على مصادر للمواد الخام وعمليات التصنيع والنقل والإمداد والتوزيع.
يعتقد بأن العلامة التجارية بروناي حلال هي أول محاولة موفقة لوضع علامة حلال تجارية عالمية من شأنها أن تجني العائدات التجارية المحتملة من خلال تلبية احتياجات المستهلكين المسلمين في العالم.
أنشئت شركة جديدة مملوكة لحكومة بروناي باسم وفيرة القابضة لتكون صاحبة العلامة التجارية بروناي حلال. دخلت وفيرة في مشروع مشترك مع بروناي الإسلامية العالمية للاستثمار وشركة كيري اللوجستية المحدودة التي مقرها هونغ كونغ لتشكيل شركة الغانم الدولية للأغذية. تنظم شركة غانم الدولية استخدام العلامة التجارية بروناي حلال.
يلزم المنتجون الراغبون في استخدام العلامة التجارية بالحصول أولاً على علامة بروناي حلال (أو شهادة تبين مطابقة التصنيع والذبح لأصول الشريعة) من خلال وزارة الشؤون الشرعية من قسم مراقبة الأغذية الحلال. يمكن لهم بعد ذلك الاتصال بشركة غانم للحصول على العلامة التجارية.

## السكان

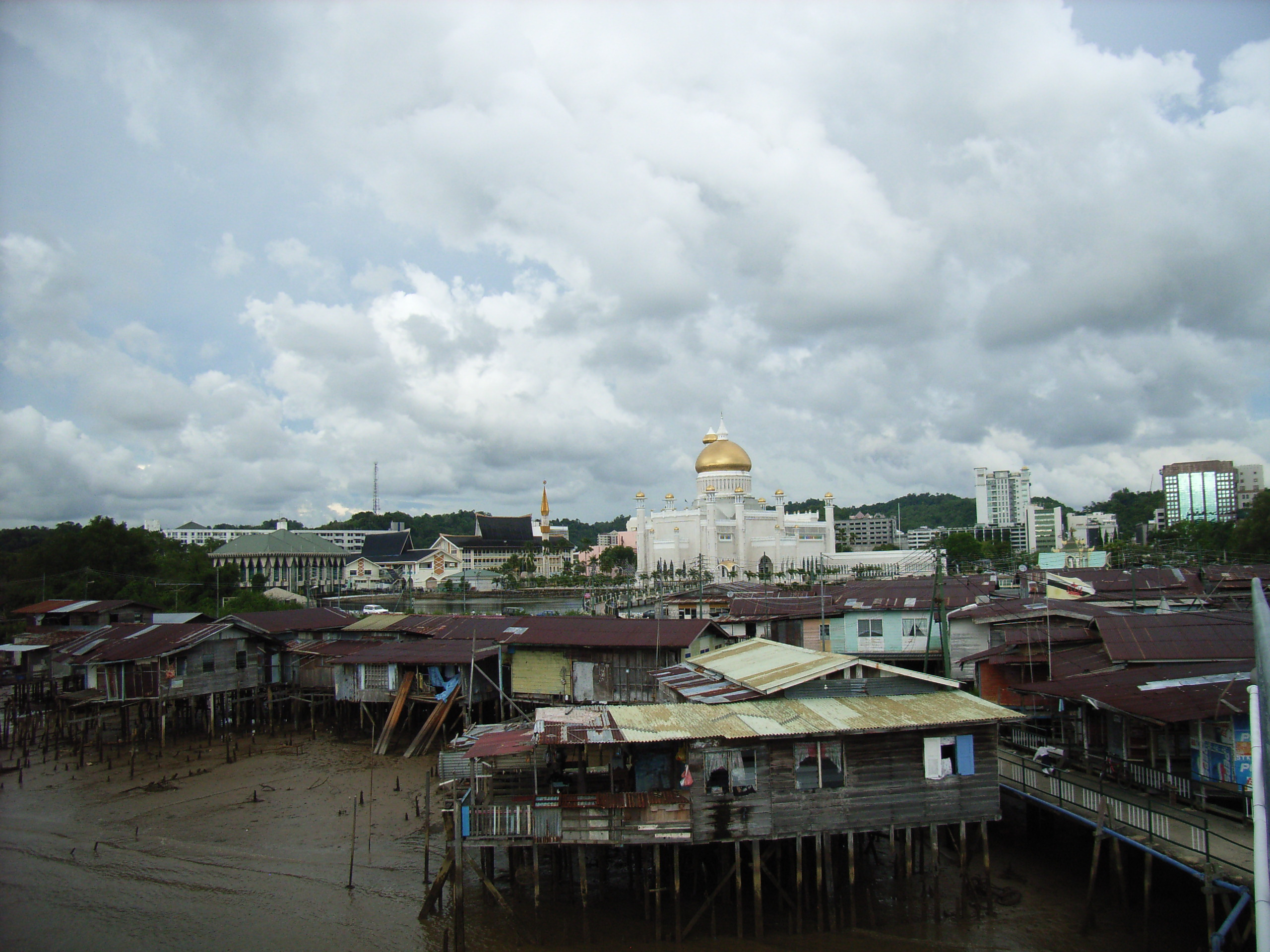
بندر سري بكاوان.

### اللغات
اللغة الرسمية للدولة هي لغة الملايو (البهاسا ميلاوية) على الرغم من وجود أقلية معتبرة تتحدث الصينية. فرع الملايو المحلي كيدايان أو بوكيت ملايو هي لغة يتحدث بها ثلثا السكان وفيها تباين واضح جداً عن الملايو القياسية. أهم لغات السكان الأصليين إيبان ولغتين أخرتين تدعيان توتونغ يتحدث بكل منهما حوالي 20,000 شخصاً.
تستخدم اللغة الإنجليزية على نطاق واسع حيث يقطن البلاد عدد كبير من المغتربين من المواطنين البريطانيين والأستراليين.

### الدين
| الديانات في بروناي | الديانات في بروناي | الديانات في بروناي | الديانات في بروناي | الديانات في بروناي |
| ------------------ | ------------------ | ------------------ | ------------------ | ------------------ |
| الدين              | الدين              |                    | النسبة             | النسبة             |
| الإسلام            | الإسلام            |                    | 78%                | 78%                |
| البوذية            | البوذية            |                    | 7%                 | 7%                 |
| المسيحية           | المسيحية           |                    | 8%                 | 8%                 |
| فكر حر             | فكر حر             |                    | 7%                 | 7%                 |
| آخرى               | آخرى               |                    | 2%                 | 2%                 |

### الإسلام
الإسلام هو الدين الرسمي لسلطنة بروناي بنسبة 78% والسلطان هو رئيس الدين في البلاد. تشمل الديانات الأخرى البوذية (7% وبصورة رئيسية من قبل الصينيين) والمسيحية (8 ٪). يشكل المفكرون الأحرار نسبة 7% وهم بمعظمهم من الصينيين على الرغم من أن معظمهم يمارس بعض أشكال الدين مع عناصر من البوذية الكونفوشيوسية الطاوية إلا أنهم يفضلون تقديم أنفسهم على أنهم لا دين رسمي لهم، وبالتالي يعتبرون ملحدين في التعدادات الرسمية. تشكل الأديان الأصلية حوالي 2 في المئة من السكان.

### العرقيات
- الملايو 66.3%.
- صينيون 11.2%.
- سكان أصليون 3.4%,
- آخرون 20.1% (تقديرات 2004).[44]

## الصحة
الرعاية الصحية في بروناي مجانية لجميع المواطنين في المستشفيات العامة. أكبر مستشفى في بروناي هو مشفى رجا استيري بنجيران عناق صالحة، كما يوجد مركزان اثنان من المراكز الطبية الخاصة غلين ايغلز والمركز الطبي لحديقة جيرودونغ. اعتباراً من عام 2008 لا يوجد في بروناي أي مشفى على قائمة الاعتماد الصحي الدولي.
لا توجد حالياً أية كلية طبية في بروناي ويجب على البروناويين الراغبين في دراسة الطب الالتحاق بجامعات في الخارج. مع ذلك فقد أدخل معهد الطبيات في جامعة بروناي دار السلام وتم بناء مبنى جديد للكلية. انتهى العمل في المبنى عام 2009 ويضم مرافق مختبرات البحوث. توجد في البلاد مدرسة للتمريض منذ عام 1951. عينت 58 ممرضة إدارية لتحسين الخدمات وتوفير رعاية طبية أفضل. في ديسمبر/ كانون الأول 2008 تم دمج كلية التمريض في معهد الطبيات في جامعة بروناي دار السلام لتخريج المزيد من الممرضات والقابلات.
افتتح مركز تطوير العناية الصحية في نوفمبر/ تشرين الثاني 2008 ويعمل على تثقيف الجمهور بأهمية الحفاظ على نمط حياة صحي.

## النقل والمواصلات
يمكن السفر إلى بروناي برًا وبحرًا وجواً. فعلى صعيد النقل الجوي، تمتلك بروناي شركة خطوط جو بروناي الملكية، ويعتبر مطار بروناي الدولي نقطة العبور الرئيسة إلى البلد. أما بحراً، فتمتلك بروناي ميناء رئيسيًا واحدا في موارا، حيث توجد عدة مراس لشحن منتجات البترول، ويوجد مرسَ مخصص للسفر باستخدام العبارة ما بين جزيرة لابوان الماليزية وموارا. كما تستخدم الزوارق السريعة لنقل البضائع والمسافرين إلى منطقة توبارانج. أما براً، فتمتلك بروناي شبكة متقدمة من الطرق، أهمها طريق توتنج موارا السريع الذي يقطع بروناي.

### الطيران
شركة الطيران الوطنية رويال بروناي تحاول أن تجعل من بروناي محطة على طريق الخطوط الدولية بين أوروبا وأستراليا ونيوزيلندا، وأيضاً وجهات آسيوية رئيسية أخرى. تتزايد واردات بروناي من البلدان الأخرى.

## الثقافة

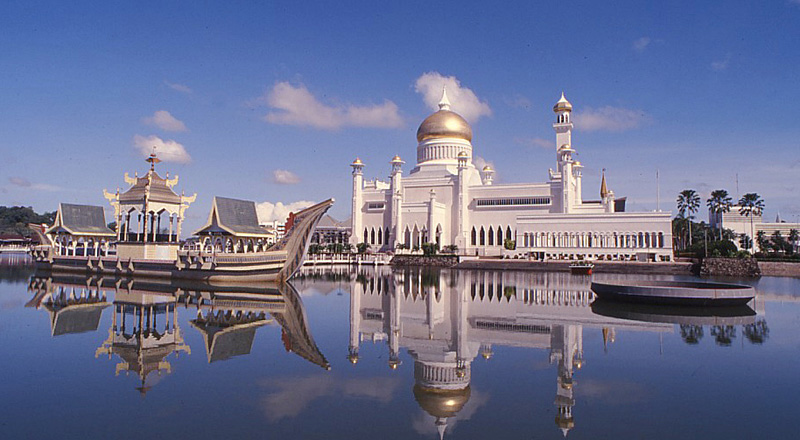
مسجد عمر علي سيف الدين

تغلب على بروناي ثقافة المالايو، وهي بذلك تعكس أصل السكان العرقي، كما أنها تأثرت بشكل كبير بالإسلام. ولكنها تعتبر محافظة إذا ما قورنت بماليزيا.
بما أن بروناي تطبق قوانين الشريعة الإسلامية، فانها تحظر شرب الكحول، ولكن يسمح للأجانب وغير المسلمين إحضار إثني عشرة علبة من البيرة وزجاجتين من أنواع الكحول الأخرى كالنبيذ، دون تحديد نسبة الكحول في المشروب. كان يطبق الحد المسموح به على كل مرة يدخل فيها الأجنبي إلى البلاد، ولكن في عام 2007، أصبح الحد مطبقا على ما يجلبه الأجنبي خلال 48 ساعة. بعد حظر الكحول في بداية التسعينيات، أجبرت جميع الحانات والنوادي الليلية على الإغلاق.

### وسائل الإعلام
تخضع وسائل الإعلام في بروناي لسيطرة صارمة من قبل الحكومة في عهد السلطان حسن البلقية، الذي فرض بالفعل الأحكام العرفية في البلاد منذ ثورة بروناي في عام 1962. وتتألف التغطية الإخبارية من تقارير الشرطة، وميزات نمط الحياة والأحداث المجتمعية، مع القليل في طريقة وجهات نظر متنوعة. أفادت مراسلون بلا حدود أنه «لا يوجد أي نقد للحكومة». تدرج فريدوم هاوس وهيئة مراقبة الديمقراطية الليبرالية وسائل الإعلام في بروناي بأنها «ليست حرة».
يتم التحكم في الصحافة المملوكة ملكية خاصة، بروناي الصحافة شبكة التنمية المستدامة الماليزية، ناشر نشرة بورنيو، من قبل عائلة السلطان. يمارس الصحفيون والمحررون الرقابة الذاتية على المسائل السياسية والدينية.
ينص قانون الصحافة على عقوبة السجن لمدة تصل إلى ثلاث سنوات للإبلاغ عن «أخبار كاذبة».

### الرياضة
الرياضة الأكثر شعبية في بروناي هي كرة القدم. انضم منتخب بروناي لكرة القدم إلى فيفا عام 1969، لكنه لم يحقق الكثير من النجاح. دوري كرة القدم الأول والثاني هما دوري بروناي الممتاز ودوري بروناي الممتاز.
ظهرت بروناي في الألعاب الأولمبية عام 1996؛ لقد تنافس في جميع الألعاب الأولمبية الصيفية اللاحقة باستثناء عام 2008. وتنافس البلد في كرة الريشة، والرماية، والسباحة، والمضمار والميدان، لكنه لم يفز بأي ميداليات بعد. حققت بروناي المزيد من النجاح في دورة الألعاب الآسيوية، حيث فازت بأربع ميداليات برونزية. أول حدث رياضي دولي كبير يتم استضافته في بروناي كان دورة ألعاب جنوب شرق آسيا لعام 1999. وفقًا لجدول الميداليات في دورة الألعاب الأولمبية في جنوب شرق آسيا، فاز الرياضيون في بروناي بما مجموعه 14 ميدالية ذهبية و55 فضية و163 ميدالية برونزية في الألعاب.

### المطبخ
يعتبر المطبخ البروناوى مطبخا غنيا يمزج بين العديد من ثقافات الطعام فى ماليزيا وإندونيسيا التى تحدان دوله بروناى ويقترب طعامها كثيرا للطابع الشرقى والعربى  فينتشر الطعام الحلال فى الدوله بشكل واسع باعتبار ان غالب الدوله من المسلمين وتتميز بروناى برخص اسعار الطعام فيمكن ان تكلفك وجبه من الأرز واللحم او الدجاج الحلال مايقرب من 3 دولار بروناوى  ومن أشهر الاكلات فى بروناى
الناسى كامبنج : وهو عبارة عن طبق من الأرز ولحم الخروف المطهى بالمرق والصلصه الخاصه ويعتبر من أكثر الأكلات التى تقدم فى المطاعم او الشارع
كويا مالايو : وهو عبارة عن نوع من الفطائر يشبه الكريب ويقدم فى الشارع بشكل كبير 

## التصنيفات الدولية

### التصنيفات السياسية والاقتصادية
- الناتج المحلي الإجمالي للفرد الخامسة عالمياً عند 50,107$
- مؤشر التنمية البشرية الثلاثون عالمياً عند 0.919
- معدل محو الأمية الخامسة والسبعون عالمياً بنسبة 92.7%
- معدل البطالة 158 عالمياً بنسبة 4.00%

### التصنيف الصحي
- معدل الخصوبة المرتبة 105 أعلى خصوبة لكل امرأة 2.29
- معدل الولادات المرتبة 87 أعلى ولادات من كل ألف 21.58
- معدل وفيات الأطفال المرتبة 30 أقل وفيات من كل ألف ولادة 5.5
- معدل الوفيات المرتبة 191 أعلى وفيات من كل ألف 2.8
- متوسط العمر المتوقع المرتبة 74 أعلى متوسط عند 75.74 سنة
- معدل الإصابة بالإيدز أو HIV هو 123 عالمياً بوجود 1000 إصابة.

## وصلات خارجية
حكومية
- موقع حكومة بروناي دار السلام على الإنترنت
- قائد الدولة وأعضاء الوزارة

معلومات عامة
- بروناي من UCB Libraries GovPubs
- بروناي على مشروع الدليل المفتوح

أعمال
- دليل أعمال بروناي نسخة محفوظة 19 أبريل 2012 على موقع واي باك مشين.

سياحة
- موقع السياحة في بروناي
- معلومات بروناي في غلوبال ايدج
- مصادر بروناي اليومية. يحتوي معلومات إضافية عن البلد من وجهة نظر أهله